# 菊川テレビ中継局
菊川テレビ中継局（きくがわテレビちゅうけいきょく）は、静岡県菊川市に置かれていたアナログテレビジョン放送の中継局である。同市中心市街地（菊川駅前）を望む高田ヶ丘（高田ヶ原）の上にある。

## 概要
- 東方向の日本平テレビ・FM放送所（親局）からの電波は牧之原台地に阻まれ、西方向の浜松中継局からの電波は小笠山に阻まれるため、同市中心部にはどちらの電波も届きにくい。そこで同市南部にある小笠テレビ中継局（日本平、および浜松からの電波を中継）からの放送波をUHFパラボラアンテナによって受信し再送信しており、菊川駅前を中心とする地域ではかつて、この菊川中継局と、牧之原台地の上にある島田中継局（牧之原中継局）の2方向に向けてアンテナを設置している世帯が多かった。また、同市北部に存在していた菊川倉沢中継局（2002年（平成14年）、中部電力の共聴設備敷設により廃止）の親局でもあった。
- しかし、静岡空港建設工事に伴い、NHKとSBS静岡放送の3波は、建設地内にあった物見塚中継局（VHF垂直偏波）を1999年（平成11年）に島田中継局に移転し統合。これにより全局を島田中継局から受信できるようになったことや、地上デジタルテレビ放送は島田中継局や小笠テレビ中継局からの電波で良好に受信可能なため、近年新築した家などでは島田中継局のみ、または小笠テレビ中継局のみにアンテナを向ける世帯が増えている。このため菊川中継局の必要性は以前に比べ薄れ、同局はデジタル化に対応する予定がなくなり、2011年（平成23年）7月24日のアナログ放送終了とともに廃局となった。

## 中継局概要

### アナログテレビ放送
| チャンネル 番号 | 放送局名     | 空中線 電力       | ERP                 | 偏波面   | 放送対象地域 | 放送区域 内世帯数 | 運用開始日 | 放送終了日    |
| --------------- | ------------ | ----------------- | ------------------- | -------- | ------------ | ----------------- | ---------- | ------------- |
| 38              | SBS 静岡放送 | 映像3W/ 音声750mW | 映像16.5W/ 音声4.2W | 水平偏波 | 静岡県       | 約-世帯           | -          | 2011年7月24日 |
| 40              | NHK静岡 総合 | 映像3W/ 音声750mW | 映像17W/ 音声4.2W   | 水平偏波 | 静岡県       | 約-世帯           | -          | 2011年7月24日 |
| 42              | NHK静岡 教育 | 映像3W/ 音声750mW | 映像17W/ 音声4.2W   | 水平偏波 | 全国         | 約-世帯           | -          | 2011年7月24日 |

### 歴史
- 1966年（昭和41年） - アナログテレビ中継局開局。建設のため当地にあった菊川神社を東隣に移設。
- 2011年（平成23年）7月24日 - 停波をもって全局廃局となった。

## 初日の出スポット
- 菊川中継局の鉄塔には、市民が自由に登ることができる階段と展望台が設置されている。また、鉄塔自体も中心市街地を見下ろす高田ヶ丘の上にあるため、元旦には初日の出と新年を迎えた菊川の町並みを見ることができる。
- このため元旦の早朝には多くの人が展望台に登るが、初日の出を見られる南東方向に人が偏るため、危険ではないかとの声もある。
- また、東隣に菊川神社があることから、神様の上に立っては罰があたるとして展望台に登らずに神社の前からご来光を拝む氏子も多い。